# Hilda de Luxemburgo (1897-1979)
La princesa Hilda de Luxemburgo (nacida cómo Hilda Sophie Marie Adélaïde Wilhelmine; Castillo de Berg;15 de febrero de 1897-ibidem; 8 de septiembre de 1979) fue una princesa de Luxemburgo, de Nassua y miembro de la Casa Real de Nassau-Weilburg desde su nacimiento, cómo hija de los grandes duques Guillermo IV y de su esposa, María Ana, hasta su muerte, en 1979. Por matrimonio fue también princesa consorte de Schwarzenberg, hasta su deceso.

## Biografía
Fue la tercera de las hijas del entonces gran duque hereditario Guillermo de Luxemburgo y de su esposa, María Ana de Portugal. Recibió su nombre por su tía Hilda, gran duquesa consorte de Baden. El matrimonio tuvo en total seis hijas: María Adelaida, Carlota, la propia Hilda, Antonia, Isabel y Sofía.
Fue una niña alegre y bromista a la que le gustaba el aire libre y los deportes, en especial, el tenis.
Hasta 1912, la sucesión del gran ducado de Luxemburgo había estado reservada a los varones, pero en ese año fue admitida la sucesión femenina, con lo que Hilda y sus hermanas, hijas del ya gran duque reinante Guillermo IV, podrían suceder al trono. 
Tras la muerte de su padre, este fue sucedido por su hermana, María Adelaida. En 1914, en el marco de la Primera Guerra Mundial, el gran ducado fue invadido por el Imperio alemán. 
Después del fin de la Primera Guerra Mundial, en 1919, su hermana María Adelaida abdicó por la sospechas de la opinión pública sobre su germanofilia, siendo sucedida por su hermana, Carlota. La gran duquesa viuda María Ana y el resto de sus hijas se trasladaron a vivir al castillo de Hohenberg en Baviera, que era propiedad de la Casa de Nassau-Weilburg desde 1870.
En 1922, Hilda estuvo comprometida brevemente con Felipe Alberto de Wurtemberg, pero tuvo que abandonar su compromiso ya que Felipe había combatido en el ejército austrohúngaro (aliado del Imperio alemán) durante la Primera Guerra Mundial.
El 29 de octubre de 1930, en el castillo de Berg, contrajo matrimonio con el príncipe Adolfo de Schwarzenberg, noble bohemio. Durante su viaje de novios viajaron a Kenia. Posteriormente la pareja se estableció en el castillo de Hluboka, en la República Checa. En 1933, el matrimonio, llevado por su gusto por Kenia, adquirió el usufructo de 999 años sobre la granja Mpala en el país. Tras la muerte de su padre, Adolfo se convirtió en el décimo príncipe de Schwarzenberg, en 1938, heredando también sus propiedades situadas principalmente en la República Checa y Austria. El año siguiente, tras la anexión de los sudetes por parte de Hitler, su marido perdió sus propiedades checas. Hilda y su marido se exiliaron a Kenia, donde pasarían la Segunda Guerra Mundial. Al finalizar el conflicto, el nuevo estado checoslovaco impidió a su marido la recuperación de sus propiedades mediante la aprobación de una ley ex profeso, la denominada Lex Schwarzenberg. Sin embargo, las propiedades de los Schwarzenberg en Austria no habían sido embargadas y se instalaron en Katsch, Estiria. Adolfo murió en 1950.
Hilda volvió a Luxemburgo, donde vivió en la villa Anagallis, a unos metros del castillo de Berg.
Murió en 1979, siendo sobrevivida por su hermana mayor, Carlota.

## Títulos y tratamientos
| ● 15 de febrero de 1897-29 de octubre de 1930:   | Su alteza gran ducal la princesa Hilda de Luxemburgo, princesa de Nassau                          |
| ● 29 de octubre de 1930-1 de octubre de 1938:    | Su alteza gran ducal la princesa hereditaria de Schwarzenberg, princesa de Luxemburgo y de Nassau |
| ● 1 de octubre de 1938-27 de febrero de 1950:    | Su alteza gran ducal la princesa de Schwarzenberg, princesa de Luxemburgo y de Nassau             |
| ● 27 de febrero de 1950-8 de septiembre de 1979: | Su alteza gran ducal la princesa viuda de Schwarzenberg, princesa de Luxemburgo y de Nassau       |